# 荷蘭的康斯坦丁王子
康斯坦丁·克里斯托弗·弗雷德里克·阿瑟（荷蘭語：Constantijn Christof Frederick Aschwin，1969年10月11日—），是荷兰王室成员，前任荷蘭女王贝娅特丽克丝和克勞斯·馮·阿姆斯伯格最小的儿子，現任荷兰国王威廉-亞歷山大之三弟，朱麗安娜女王和貝恩哈德親王最小的外孫。
康斯坦丁较他的两位兄長乖巧，相對地不张扬，在顺利读完中学后，进入莱顿大学攻读法律，毕业后在欧洲聯盟工作。於2001年和荷兰经济部大臣羅倫斯·揚·布林克霍斯特之女蘿倫蒂王妃结婚，育有1子2女：愛洛伊斯女伯爵、克勞斯-卡西米爾伯爵和萊昂諾爾女伯爵。

## 榮譽
- 荷蘭 荷蘭獅勳章（英语：Order of the Netherlands Lion）大十字級 (Knight Grand Cross of the Order of the Netherlands Lion)

#### 其他榮譽
- 比利时 王冠勳章（英语：Order of the Crown (Belgium)）大十字級 (Grand Cross of the Order of the Crown)